# Womb of Decay
Womb of Decay ist eine 2010 gegründete Funeral-Doom-Band.

## Geschichte
Womb of Decay wurde im September 2010 von Batu Çetin von der Band Cenotaph gegründet. Im drauf folgenden Jahr veröffentlichte er das Debüt Descent into Obscure Nihilism  über Sevared Records, Gris Records, Extreminal Productions und Arizali Notalar Records. Das Album sollte das erste von einer Tetralogie zu metaphysischen Themen sein. Weitere Veröffentlichungen blieben jedoch aus. Das Album wurde als Zwiespältig beurteilt. Die Musik habe eine Tendenz zur Langweile, derweil die Themen und die Produktion das Album von der Masse anderer Funeral-Projekte abhebe.

## Stil
Die von Womb of Decay gespielte Musik gilt als reduzierter und monotoner Funeral Doom. Als Vergleichsgröße wird auf das Projekt Catacombs verwiesen. Ein Großteil der Musik bestehe „aus einfachen, repetitiven Akkorden“, zu welchen das gutturale Growling und das reduzierte programmierte Schlagzeug in den Hintergrund gemischt wurde. Die metaphysischen Elemente und die saubere Produktion hebe die Musik gelegentlich von Gruppen wie Evoken und Catacombs ab. So kämen „Science-Fiction-Keyboard-Spuren“, die der Musik Individualität und Besonderheit verleihen, hinzu.

## Diskografie
- 2011: Descent into Obscure Nihilism (Album, Sevared Records, Gris Records, Extreminal Productions, Arizali Notalar Records)